# VII Festival Internacional de Cinema Fantàstic i de Terror
El VII Festival Internacional de Cinema Fantàstic i de Terror va tenir lloc a Sitges entre el 28 de setembre i el 4 d'octubre de 1974 sota la direcció d'Antonio Rafales amb la intenció de promocionar el cinema fantàstic i el cinema de terror. Hi havia tres seccions, una competitiva, una informativa i uns altra retrospectiva. Degut a l'èxit de públic es van ampliar les projeccions al Casino Prado Suburense.

## Pel·lícules exhibides

### Secció competitiva
- House of the Living Dead de Ray Austin
- No profanar el sueño de los muertos de Jordi Grau i Solà
- La maldición de Frankenstein de Jesús Franco Manera
- El retorn del Dr. Phibes, de Robert Fuest /
- Battle for the Planet of the Apes de J. Lee Thompson
- Il profumo della signora in nero de Francesco Barilli
- The Possession of Virginia de Jean Beaudin
- Le Troisième Cri d'Igaal Niddam
- O Anjo da Noite de Walter Hugo Khouri
- Ta ta boom boom de Marçal Moliné
- Droga w swietle ksiezyca de Witold Orzechowski
- Pégasus de Raoul Servais

### Secció informativa
- Valerie a týden divů, de Jaromil Jireš
- Akce Bororo d'Otakar Fuka
- La noche de los asesinos de Jesús Franco Manera
- Barbarella de Roger Vadim /
- La mansión de la locura de Juan López Moctezuma
- Gojira, Ebira, Mosura Nankai no Daikettō de Jun Fukuda

### Secció retrospectiva
- Signat Arsène Lupin (1959) d'Yves Robert
- Judex (1963) de Georges Franju

## Jurat
El jurat internacional estava format per Peter Sasdy, Václav Vorlíček, Evelyn Scott, Luis Gómez Mesa i Fernando Sancho.

## Premis
Els premis d'aquesta edició foren:
| Categoria                                      | Premiat                             | Treball                             |
| ---------------------------------------------- | ----------------------------------- | ----------------------------------- |
| Medalla Sitges d'Or al millor director         | Robert Fuest                        | El retorn del Dr. Phibes            |
| Medalla de Plata al millor Curtmetratge        | Marçal Moliné                       | Ta ta boom boom                     |
| Medalla de Plata a la millor actriu            | Cristina Galbó                      | No profanar el sueño de los muertos |
| Medalla en Plata al millor actor               | Mark Burns                          | House of the Living Dead            |
| Medalla de Plata a la millor fotografia        | Denis Gingras                       | The Possession of Virginia          |
| Medalla de Plata al millor guió                | Igaal Niddam i Yves Navarre         | Le Troisième Cri                    |
| Medalla de Plata als millors efectes especials | Luciano Byrd i Antonio Balandín     | No profanar el sueño de los muertos |
| Medalla del CEC al millor guió                 | No profanar el sueño de los muertos | Jordi Grau i Solà                   |